# 醉心
《醉心》是台灣歌手張信哲的精選輯，於1995年8月1日推出，是巨石音樂在他轉投種子音樂後發行的新歌加精選大碟。精選輯收錄了五首新歌，包括主打歌《彩色的我》。

## 曲目
| 曲序 | 曲名                                          | 作曲   | 作詞   | 編曲   | 附註             |
| 01   | 彩色的我                                      | 宋筠   | 娃娃   | 鮑比達 | 新歌             |
| 02   | 握握手好嗎                                    | 吳旭文 | 許常德 | 張翰群 | 新歌 原唱黄品源  |
| 03   | 心愛寶貝 （七七新貴派CF主題曲）               | 小蟲   | 小蟲   | 涂惠源 | 選自《忘記》專輯 |
| 04   | 不要說不能說的感覺                            | 鄭柏秋 | 鄭柏秋 | 鮑比達 | 新歌             |
| 05   | 這個世界 （港劇義不容情片尾曲）               | 蔡藍欽 | 蔡藍欽 | 盧志銘 | 選自《心事》專輯 |
| 06   | 難以抗拒妳容顏 （郵差總按三次鈴片尾曲）       | 林隆璇 | 林隆璇 | 盧志銘 | 選自《知道》專輯 |
| 07   | 你最美麗會微笑的臉 （宇宙光送炭到蘭嶼主題曲） | 倪惠昌 | 范淑春 | -      | 新歌             |
| 08   | 不會讓你後悔 （94年軍校正期班招生主題曲）     | 曹俊鴻 | 田勍   | 戴瑞克 | 選自《等待》專輯 |
| 09   | 跳針的唱片                                    | 陳珊妮 | 陳珊妮 | 李士先 | 新歌             |
| 10   | 打造一個希望的城市 （信大水泥CF主題曲）       | 鄭柏秋 | 鄭柏秋 | 涂惠源 | 選自《憂鬱》專輯 |

## 唱片版本
- CD版
- 錄音帶版